# Lake Merritt (BART)
Lake Merritt is een metrostation in de Amerikaanse stad Oakland (Californië) en is onderdeel van het BART netwerk. Het station werd geopend op 11 september 1972 als onderdeel van de Richmond-Fremont Line, de eerste lijn van BART, die in oranje op de kaart staat. Lake Merritt herbergt ook de verkeersleiding van het BART-net en tot 2003 was het hoofdkantoor van BART gevestigd in een kantoorgebouw met zes verdiepingen boven het station. In verband met aardbevingsrisico's verhuisde het hoofdkantoor in 2003 en werd het kantoorgebouw in 2009 gesloopt. De verdeelhal ligt in aan een verlaagd ovalen voorplein op niveau -1. De wanden van dit plein zijn voorzien van reliëfs en in de beginjaren konden reizigers door patrijspoorten een blik werpen op de verkeersleiding. Het eilandperron ligt op niveau -2, ten westen van het perron liggen verbindingsbogen naar het noorden en het zuiden waarmee het station respectievelijk met 12th Street/Oakland City Center en West Oakland is verbonden.